# Осинки (Самарская область)
Оси́нки — посёлок городского типа в Безенчукском районе Самарской области России, административный центр городского поселения Осинки.
Статус посёлка городского типа — с 1958 года.

## География
Расположен в 71 км к югу от областного центра — города Самары, в 18 км к югу от районного центра — посёлка городского типа Безенчук.

## Население
| 1959  | 1970  | 1979  | 1989  | 2002  | 2010  | 2012  |
| ----- | ----- | ----- | ----- | ----- | ----- | ----- |
| 4332  | ↘4205 | ↘3815 | ↘3094 | ↗3127 | ↘3101 | ↗3120 |
| 2013  | 2014  | 2015  | 2016  | 2017  | 2018  | 2019  |
| ↘3082 | ↘3054 | ↘3017 | ↘2989 | ↘2974 | ↗3000 | ↘2993 |
| 2020  | 2021  |       |       |       |       |       |
| ↗3041 | ↘2858 |       |       |       |       |       |

## Экономика
Близ посёлка находится линейная производственно-диспетчерская станция компании «Транснефтепродукт».

## Культура
В посёлке работают общеобразовательная школа, детский сад, детский реабилитационный центр, мечеть, православная церковь.

## Галерея

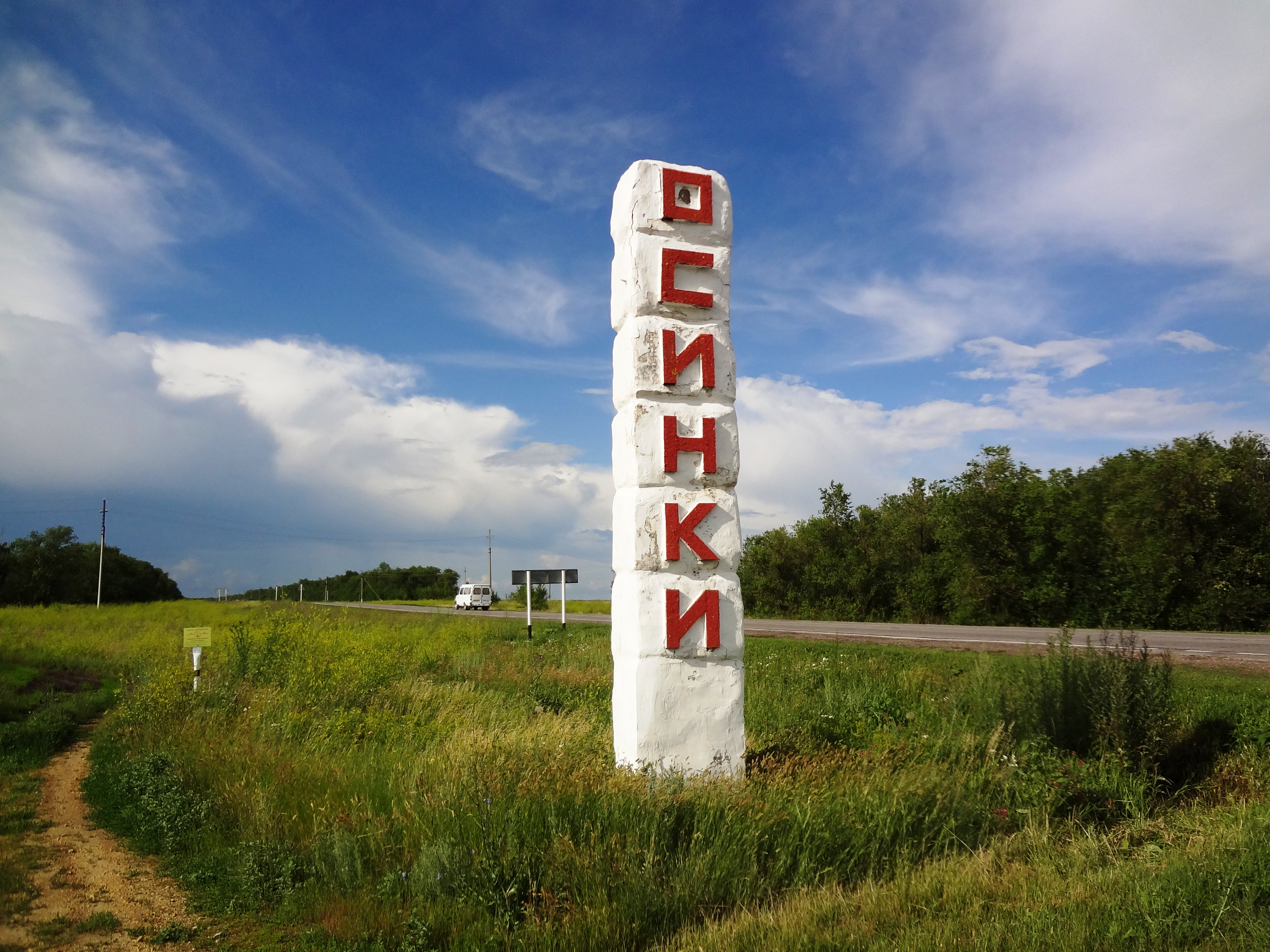
Осинский столб
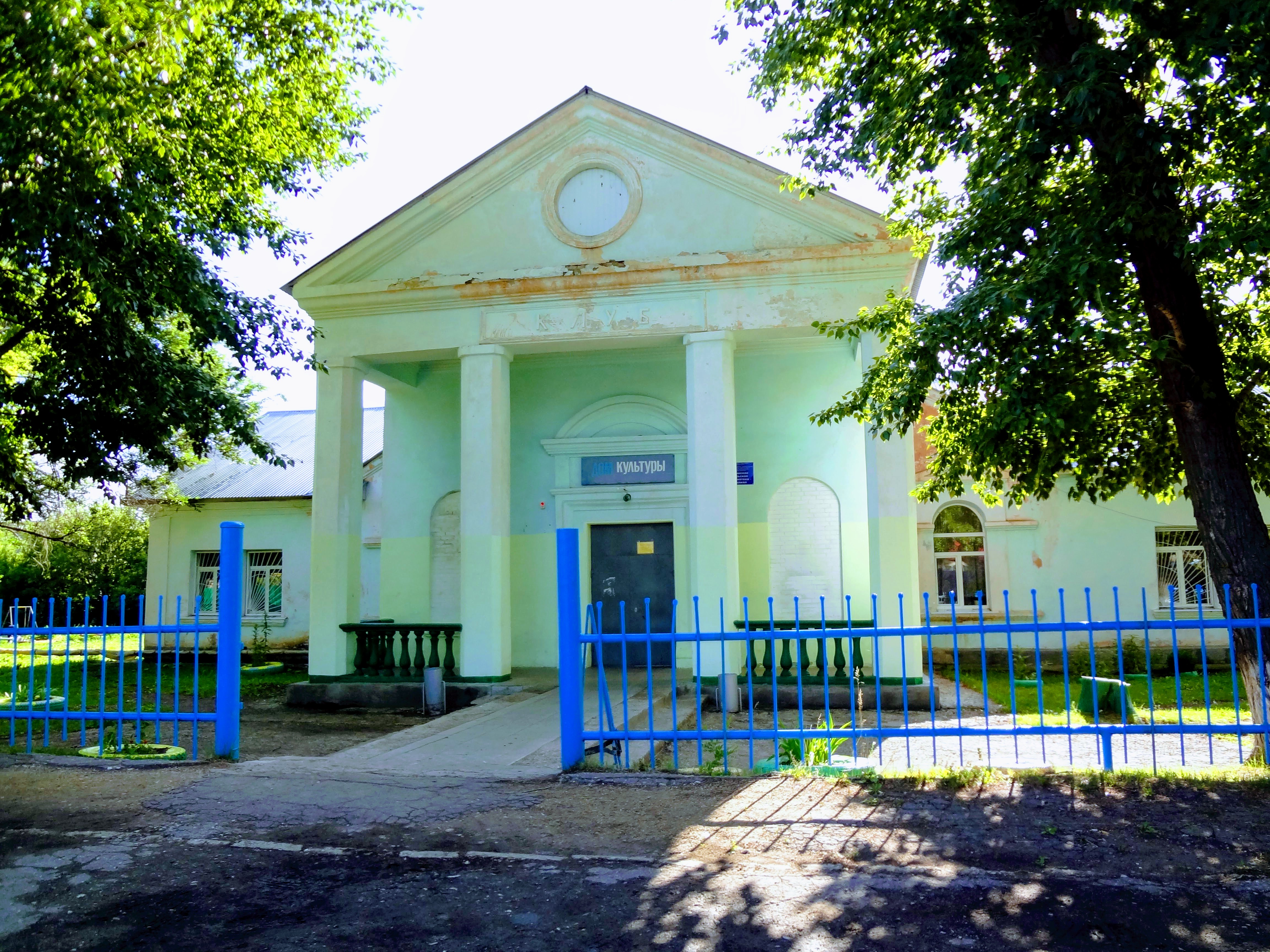
Дом культуры. Библиотека
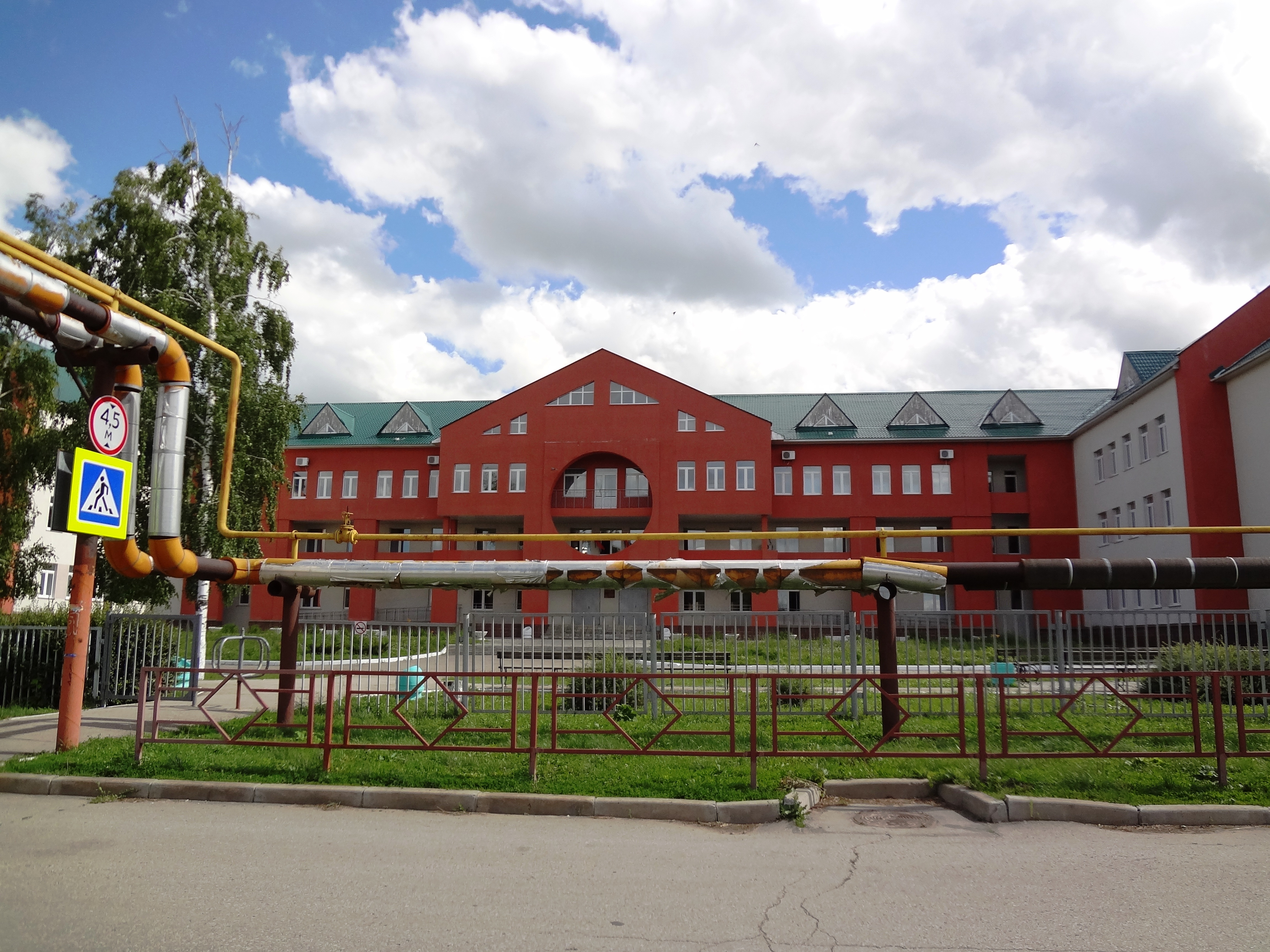
Школа
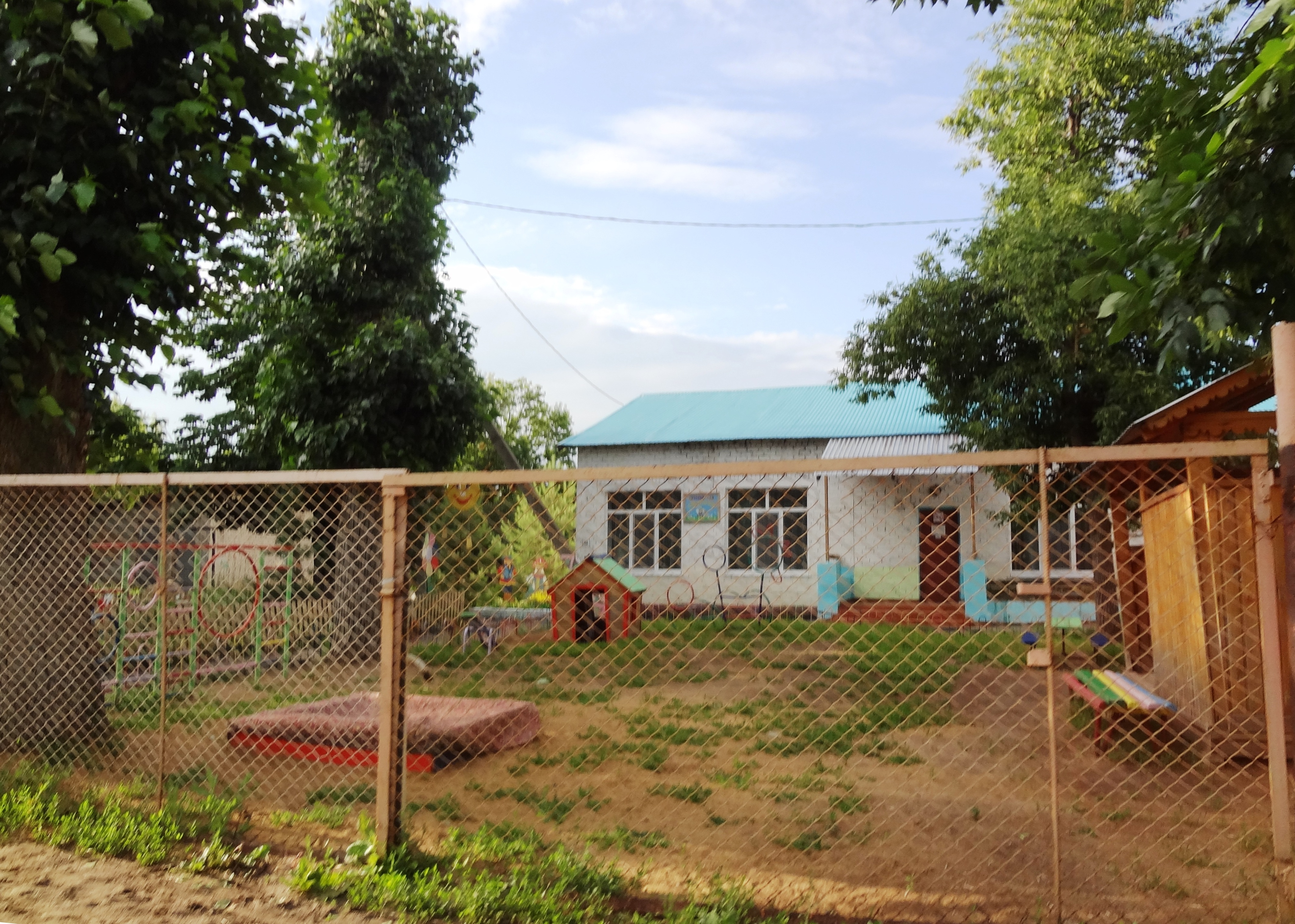
Детский сад Светлячок
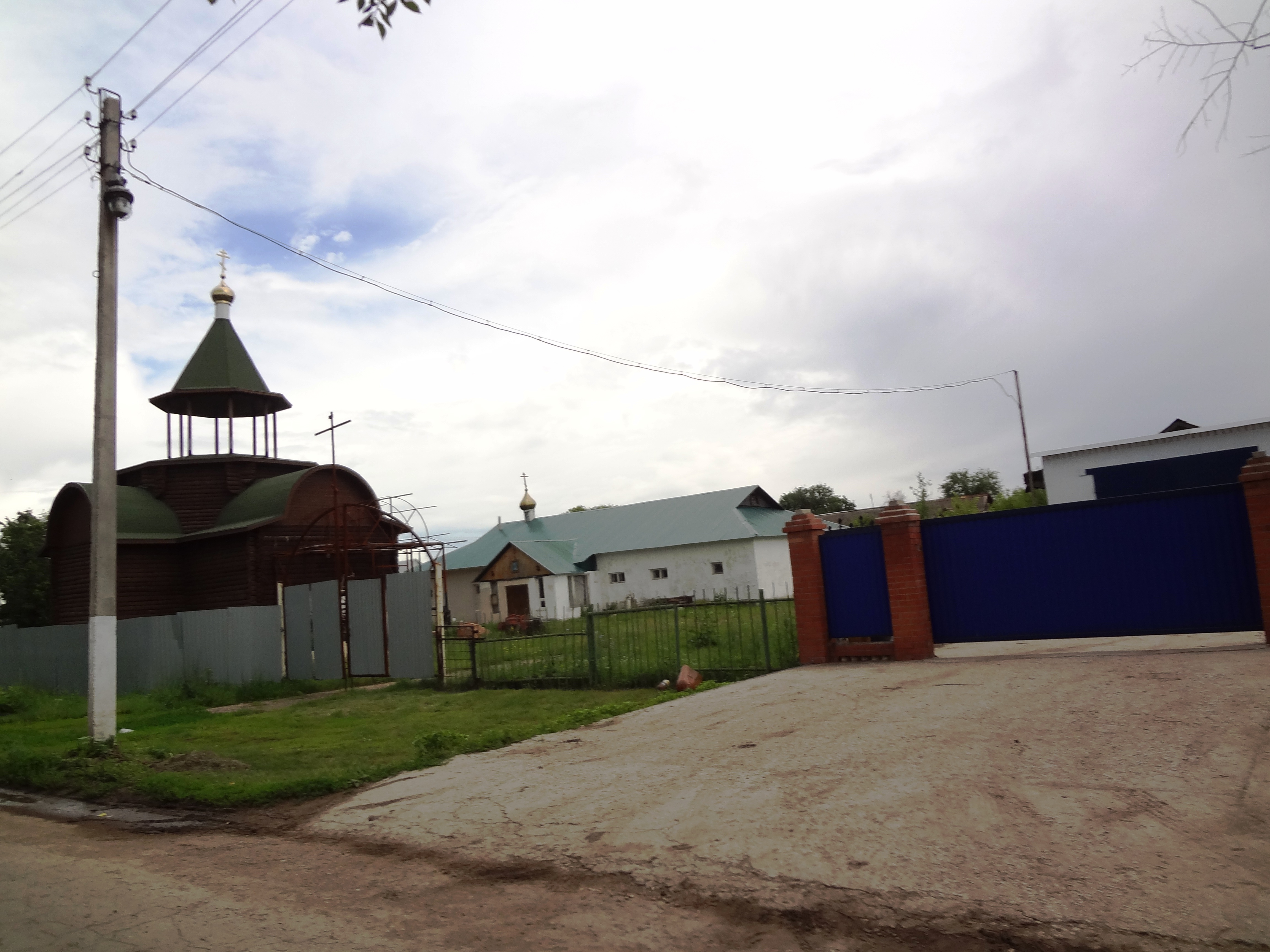
Церковь Серафима Саровского